# Nicole Morsblech
Nicole Morsblech (* 1. November 1972 in Hannover) ist eine deutsche Politikerin der FDP. Sie gehörte von 1996 bis 2011 dem Rheinland-Pfälzischen Landtag an.

## Leben und Beruf
Morsblech wuchs in Essen, Penzberg und Feilbingert auf. Sie legte das Abitur am naturwissenschaftlich-technischen Klenze-Gymnasium in München ab und studierte anschließend von 1991 bis 1995 Psychologie an der Johannes Gutenberg-Universität Mainz. Von 1995 bis 1996 arbeitete Morsblech als Diplom-Psychologin an der Psychosomatischen Fachklinik St. Franziska-Stift in Bad Kreuznach.
Nach der Geburt ihrer beiden Söhne in den Jahren 2009 und 2012 arbeitete sie von September 2012 bis März 2018 als Schulpsychologin am Pädagogischen Landesinstitut Rheinland-Pfalz.
Vom 15. März 2018 bis zum 18. Mai 2021 war sie Vizepräsidentin der Struktur- und Genehmigungsdirektion Nord in Koblenz. Ihr Nachfolger wurde Martin Kaschny.
Seit Mai 2021 arbeitet Morsblech selbständig als psychologische Beraterin und Supervisorin.

## Politik
Morsblech ist seit 1991 Mitglied der FDP. Von 1995 bis 1999 war Morsblech Landesvorsitzende der Jungen Liberalen Rheinland-Pfalz. Seit 1995 ist sie Mitglied des Landesvorstands der FDP Rheinland-Pfalz, seit 2000 Vorsitzende des Kreisverbandes Bad Kreuznach und seit 2004 Vorsitzende des Bezirksverbandes Eifel-Hunsrück.
1999 wurde Nicole Morsblech Vorsitzende der FDP-Fraktion im Rat der Verbandsgemeinde Bad Münster am Stein-Ebernburg. Im selben Jahr war sie Spitzenkandidatin der FDP Rheinland-Pfalz zur Europawahl.
1996 wurde sie als damals jüngste Abgeordnete Deutschlands 23-jährig in den Rheinland-Pfälzischen Landtag gewählt. 2001, 2006 und 2011 war sie Spitzenkandidatin der FDP Eifel-Hunsrück zur Landtagswahl. Im Landtag war sie von 1996 bis 2001 Vorsitzende des Ausschusses für Europafragen und von 2001 bis 2011 stellvertretende Vorsitzende der FDP-Landtagsfraktion und deren bildungs- und jugendpolitische Sprecherin. Von 2009 bis 2014 war Nicole Morsblech Mitglied des Kreistags Bad Kreuznach. Nach der Landtagswahl 2011 schied sie aus dem Parlament aus, als die FDP den Wiedereinzug verpasste.